# Brnířov
Brnířov (en allemand : Premirschen) est une commune du district de Domažlice, dans la région de Plzeň, en République tchèque. Sa population s'élevait à 410 habitants en 2022.

## Géographie
Brnířov se trouve à 11 km au sud-est de Domažlice, à 18 km à l'ouest de Klatovy, à 47 km au sud-ouest de Plzeň et à 127 km au sud-ouest de Prague.
La commune est limitée par Kdyně à l'ouest, au nord et à l'est, et par Nová Ves au sud.

## Histoire
La première mention écrite de la localité date de 1508.

## Galerie

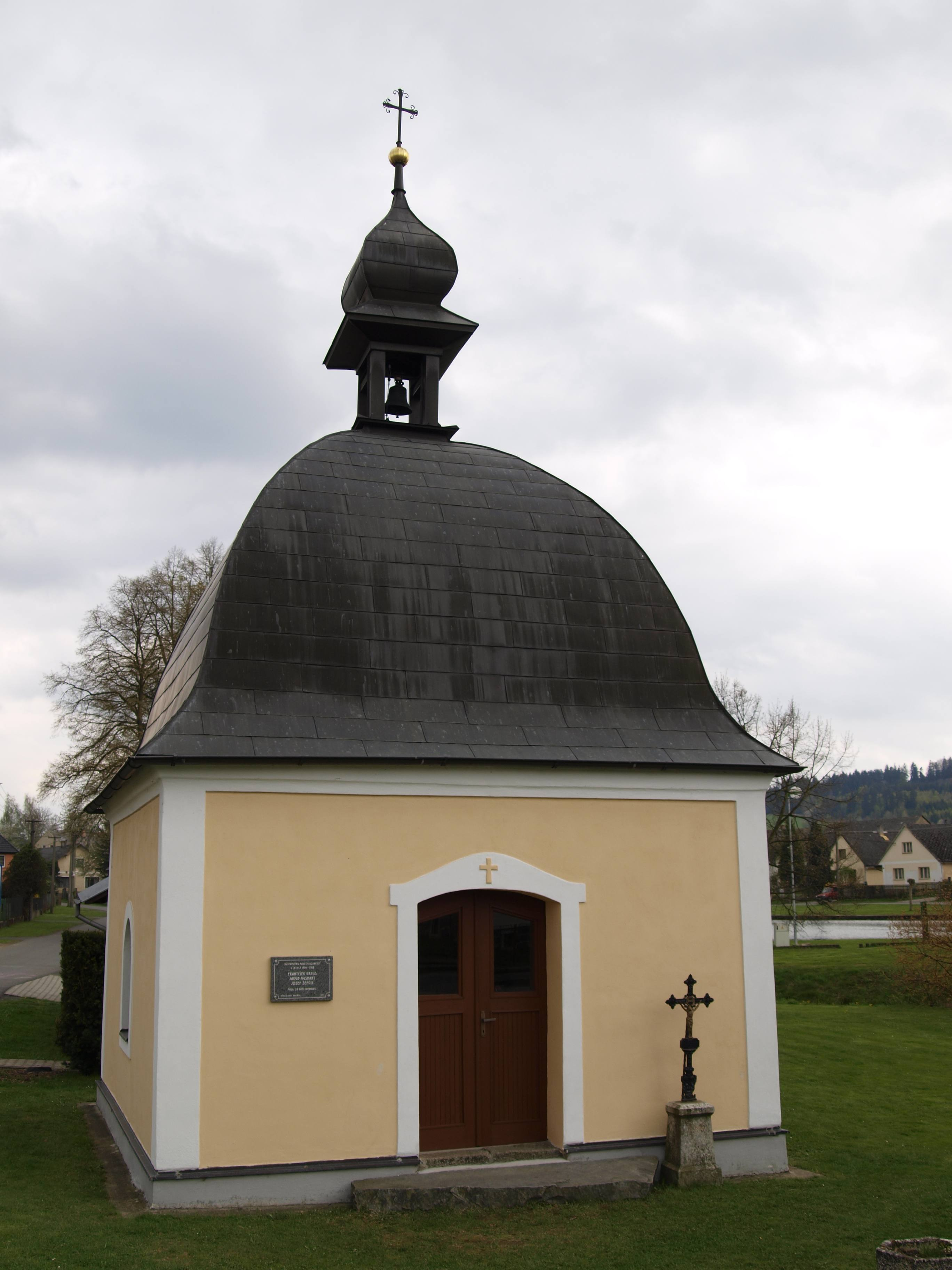
Chapelle Saint-Martin.
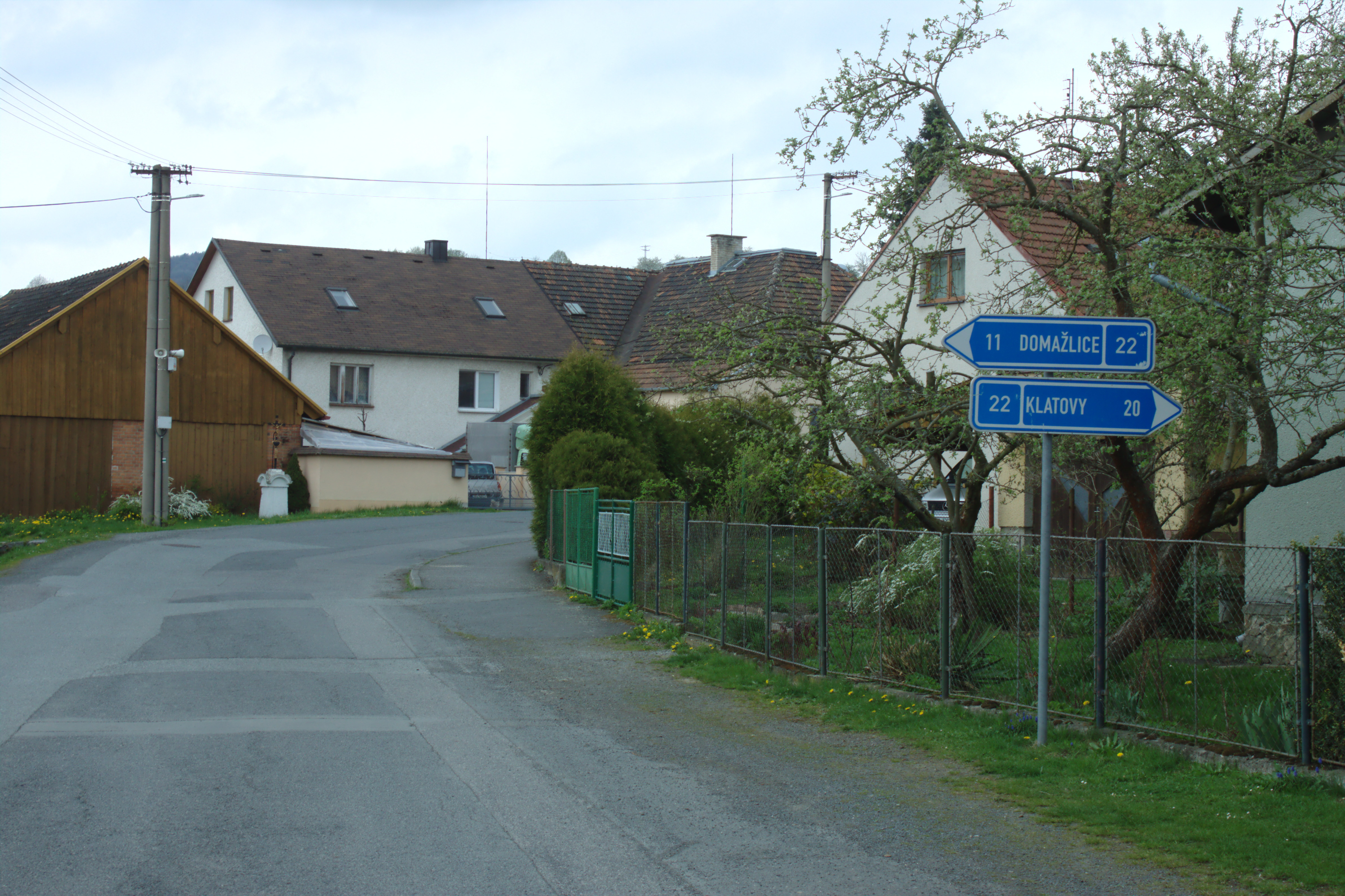
Rue à Brnířov.

## Transports
Par la route, Brnířov se trouve à 11 km de Domažlice, à 59 km de Plzeň et à 149 km de Prague.